# جوزيف فينتاجا
جوزيف فينتاجا (بالفرنسية: Joseph Ventaja)‏ (4 فبراير 1930 – 11 أغسطس 2003) هو ملاكم فرنسي راحل، مثّل بلاده في الألعاب الأولمبية الصيفية 1952 وحقق الميدالية البرونزية في فئة وزن الريشة.

## روابط خارجية
جوزيف فينتاجا على موقع بوكس ريك (الإنجليزية) (registration required)
- جوزيف فينتاجا على موقع أوليمبيديا (الإنجليزية)